# Nicaragua-Erdbeben 1992
Das Nicaragua-Erdbeben von 1992 am 1. September war ein schweres Erdbeben vor der Küste des mittelamerikanischen Staates Nicaragua.
Aufgrund des Bebens starben mindestens 116 Personen, es wurden zahlreiche weitere verletzt und Schäden wurden bis nach Costa Rica verzeichnet. Das Erdbeben erreichte eine Stärke von 7,7 Mw, und verursachte einen Tsunami, der für die verhältnismäßig geringe Oberflächenwellenmagnitude außergewöhnlich stark war.

## Tektonik
Das Erdbeben war das erste, welches einen Tsunami auslöste und auch durch das moderne seismologische Breitbandnetzwerk aufgezeichnet wurde. Die Oberflächenwellenmagnitude wurde auf 7,2 Ms geschätzt. Es handelt sich um ein Blindüberschiebungserdbeben, das in der Subduktionszone zwischen der Cocosplatte und der Nordamerikanischen Platte auftrat. Diese Zone steht aktiv unter Druck und Verformung, und weil Sedimente auf dem Meeresgrund vor Nicaragua fehlen, erfolgte der Rutsch hinab bis auf den Grund des Bruchgrabens, wodurch gewöhnlich starke Tsunamis entstehen. Dieses Auftreten der Subduktion an einer Plattengrenze, die mit weichen subduzierten Sedimenten gefüllt ist, sorgte für ein langsameres Auftrennen als bei durchschnittlichen Subduktionserdbeben, während das Hypozentrum des Erdbebens viel flacher lag, als bei Subduktionsbeben üblich ist.

## Schäden und Opfer
Der erste Erdstoß ereignete sich um 0:16 UTC und wurde von mehreren starken Nachbeben gefolgt. Das Erdbeben wurde am stärksten in den Departements Chinandega und León gefühlt, war jedoch auch anderswo in Nicaragua zu spüren, wie etwa in Crucero, Managua und San Marcos sowie in San José in Costa Rica. Das Beben war das stärkste, das sich seit dem Nicaragua-Erdbeben 1972 in dem Staat ereignet hat.
Mindestens 116 Personen wurden durch die Auswirkungen des Erdbebens getötet, die meisten davon schlafende Kinder, weitere 68 galten als vermisst und mehr 13.500 Bewohner des Landes wurden obdachlos. An der Westküste Nicaraguas wurden mindestens 1300 Häuser und 185 Fischerboote zerstört. Der Gesamtschaden wurde auf zwischen 20 und 30 Millionen US-Dollar geschätzt.
Nach der Augusto César Sandino Foundation waren die am meisten von den Auswirkungen des Erdbebens betroffenen die „Einwohner kleiner, armer Siedlungen, die von verschiedenen Formen der Subsistenzwirtschaft leben. Ihre Häuser, die am Meer lagen, wurden fast vollständig zerstört. Diese Menschen haben ihre ganze Habe verloren, arme Landwirte, die auf schlechtem Ackerland Getreide für ihren Grundbedarf anbauen sowie Fischer, die ihre ganze Fischereiausrüstung, Boote, Schuppen und Lagerhäuser einbüßten. Ihre bereits extreme Armut wurde noch weiter vertieft.“

### Tsunami
Der Großteil der Opfer und des Sachschadens wurde durch einen Tsunami verursacht, der an der Westküste Nicaraguas und Costa Ricas auflief. Es war der dritte Tsunami, der innerhalb von sechs Monaten auf dieses Gebiet traf. Die Höhe des auflaufenden Wassers wurde kurz nach dem Erdbeben festgestellt. Der Tsunami erreichte eine Höhe von bis zu zehn Metern, doch zumeist schwankte sie zwischen drei und acht Metern. Im Vergleich zur auftretenden Oberflächenwellenmagnitude war der Tsunami unverhältnismäßig stark, und die Dauer des Erdbebens war mit 100 Sekunden für seine Größe ungewöhnlich lang. Die Momentenmagnitude betrug Mw=7,7 und war damit größer als die auf 20 Sekunden gemessene Oberflächenwellen-Magnitude (Ms) von 7; diese Differenz zwischen Ms und Mw ist charakteristisch für sogenannte Tsunami-Erdbeben. Flutpegel in Corinto und Puerto Sandino zeigten einen Tsunami 61 Minuten nach dem Erdbeben. Im Masachapa lief die Flutwelle rund einen Kilometer weit ins Landesinnere; Masachapa war die am stärksten durch den Tsunami betroffene größere Stadt.

## Katastrophenhilfe
Die Behörden leisteten nach der Katastrophe grundsätzliche Hilfsmaßnahmen. Präsidentin Violeta Barrios de Chamorro stellte in ihrer Rede an die Nation am 2. September 1992 fest, dass das Land keine internationale Hilfe brauche. Das Rote Kreuz half zwar bei verschiedenen Operationen, die nationalen Streitkräfte führten jedoch den Großteil der Hilfsmaßnahmen aus. Verletzte wurden in das Krankenhaus von Léon und ins Lenin-Fonseca-Hospital gebracht.